# Abel Viana de Oliveira
Abel Viana de Oliveira (Xapuri, 10 de setembro de 1938 — Belém, 10 de setembro de 2013), mais conhecido como Abel, foi um futebolista brasileiro que atuou como zagueiro. Embora tivesse aparência frágil, é considerado um dos maiores de sua posição no Pará, atuando sobretudo ao longo da década de 1960. Foi o primeiro dos seis jogadores campeões nos três grandes clubes do Estado, primeiramente pelo Remo (1960), depois no Paysandu (1965, 1966 e 1967) e por fim na Tuna Luso (1970), sendo considerado ídolos pelas três torcidas.

## Carreira

### Remo
Nascido no Acre, Abel mudou-se ainda garoto para Belém. Ele e sua família eram afeiçoados ao Remo, o que não impediu que Abel tentasse primeiramente ingressar nos juvenis do rival Paysandu, em 1954; terminou desistindo na ocasião ao ver uma concorrência muito alta. Mesmo assim, foi reprovado pela família, em especial pelo irmão Samico Oliveira, já estabelecido como juiz de direito. O próprio Samico o levou ao Remo, apresentando-o ao treinador dos juvenis azulinos, Evandro Almeida, precisamente quem dali a alguns anos seria homenageado postumamente nomeando o estádio remista.
A estreia de Abel no time adulto deu-se em 1959. Seu primeiro clássico Re-Pa como adulto ocorreu em 15 de novembro daquele ano, na vaga do lesionado volante Socó, grande ídolo azulino na posição. O Remo ganhou por 4–1 e Abel seguiu no time, na posição de zagueiro; no mês seguinte, participou de nova vitória amistosa, por 2–1.
O estadual daquele ano, iniciado em março, estava interrompido desde outubro, quando encerrou-se o segundo turno, em função da participação dos principais jogadores no Campeonato Brasileiro de Seleções Estaduais. A competição foi retomada em fevereiro de 1960, já pelo terceiro turno. Abel participou de novo triunfo no clássico, por 2–1, que rendeu ao "Leão" o título do turno. Além disso, o resultado também fez o Remo ultrapassar o arquirrival em número de vitórias no Re-Pa, com os azulinos somando 107 contra 106 dos alviazuis. Nas decisões extras, porém, o rival terminou campeão com um gol no último minuto. Esse título teve ainda o condimento de igualar o Paysandu ao Remo como maiores campeões estaduais, com ambos tendo 19 taças. A reação do Remo foi vencer o estadual de 1960, o primeiro desde 1955.
O modo como se deu gerou brincadeiras por parte da torcida azulina no sentido de que o clube pôde por duas vezes saborear a conquista. Isso porque o Remo inicialmente ganhou os dois turnos, sagrando-se campeão já em fevereiro de 1961; porém, o Paysandu posteriormente recuperou nos tribunais pontos perdidos contra o Belenenses em função da escalação irregular de um adversário. Assim, fez-se necessária uma nova decisão de segundo turno, com o Paysandu enfrentando no lugar do Remo o Avante. O rival, que teve em Carlos Alberto Urubu o artilheiro da competição, venceu e forçou duas finalíssimas contra o "Leão", já no mês de junho de 1961. Abel e os azulinos puderam comemorar novamente, empatando o primeiro jogo em 2–2 e ganhando o segundo por 1–0.
Inicialmente, o Remo pareceu que venceria também o estadual próprio de 1961. Abel e colegas venceram o primeiro turno após vitória de 2–0 sobre o rival em pleno estádio adversário. Porém, os alviazuis se recuperaram, venceram o segundo turno e, com um gol em que a bola desviou no próprio chão, terminaram campeões ao vencer o último Re-Pa em uma série de três finais (as duas primeiras terminaram empatadas), já em abril de 1962. No estadual de 1962, Abel não chegou a ser titular nos Re-Pas, com a zaga azulina composta por Odir e Ribeiro; o rival, sem maiores dificuldades, foi novamente campeão.
Ribeiro e Odir foram novamente os defensores titulares nos Re-Pas do estadual próprio de 1963, novamente ganho sem sobressaltos pelo Paysandu. Abel desentendeu-se com o presidente remista Osvaldo Trindade e forçou transferência ao arquirrival, negócio que foi um choque geral. Sobre a "travessia", explicou em 2009:
| “ | "Mesmo na época, era pior que ofender a mãe. A rivalidade era terrível. Eu trabalhava no Banco do Brasil e sempre falava com o Nabor Silva, que era do Paysandu. Ele falava quase diariamente comigo e sempre me convidava. Dizia que um dia iria. Mas um dia tive um entrevero com o amigo Oswaldo Trindade e me aborreci. Disse que sairia do Remo e ninguém acreditou. Aceitei o convite do Paysandu e fiz uma carta para o Conselho Deliberativo do Remo. O seu Nabor mal acreditou e na hora mandou levar o documento para eu assinar. No dia seguinte a Folha do Norte estampou 'Abel do Remo vai para o Paysandu'. | ” |

A Folha do Norte era o principal jornal da cidade na época. Abel também acrescentaria: "a minha saída foi muito sentida pelos dirigentes azulinos. Foi traumática. Ninguém queria aceitar". Ao todo, deixava para trás dez anos de clube, considerando-se o período nos juvenis.

### Paysandu

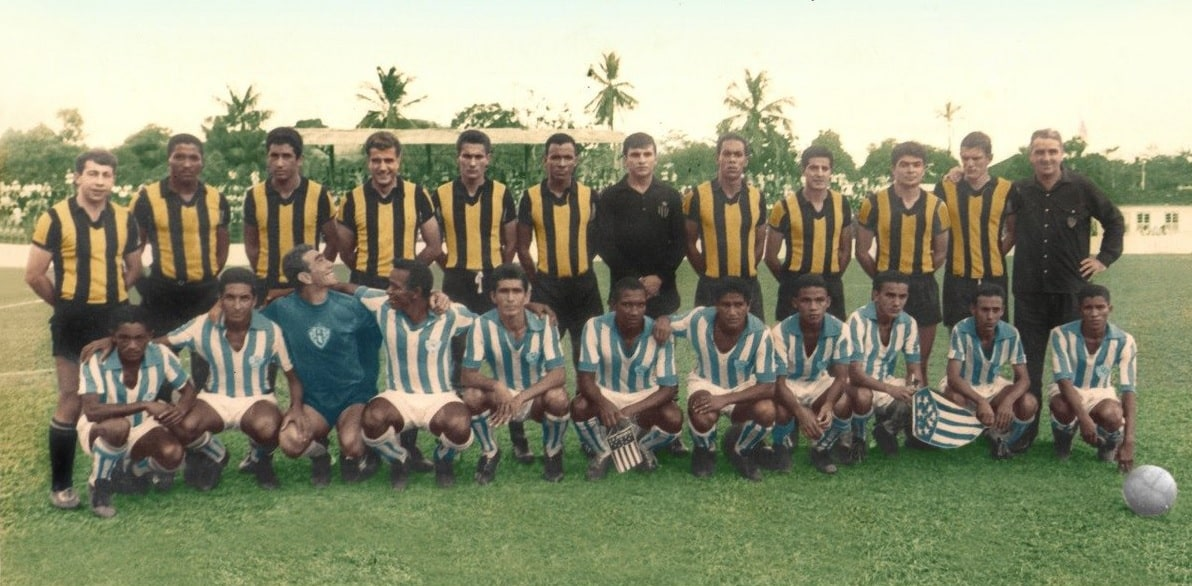
O Paysandu posando juntamente com o Peñarol. Abel é o antepenúltimo agachado, segurando junto a Quarentinha uma flâmula do adversário.

Apesar da torcida pelo Remo, Abel tornou-se um dedicado jogador do Paysandu, onde conseguiria ser mais vitorioso. Em 2009, lembrou que, realizada a transferência, "uma semana depois estreei num Re-Pa. Era uma quarta-feira à tarde e o Paysandu venceu por 3–0, e eu fui eleito o craque do jogo". Inicialmente, porém, foi derrotado pelos antigos colegas no estadual de 1964. Compôs dupla de zaga com Oliveira e chegou a vencer como alviazul o Re-Pa do primeiro turno (2–1), fase que, porém, foi ganha pela Tuna Luso. O Remo conquistou o segundo e fez as finais com os cruzmaltinos.
Em 1965, porém, Abel, em dupla defensiva principalmente com Jota Alves, participou ativamente de um dos anos mais celebrados do "Papão". Além de um título estadual fácil, com dez vitórias em doze jogos garantido em uma data festiva em 22 de novembro no qual o Paysandu conseguiu também títulos estaduais nas categorias juvenil e aspirante, outros momentos destacados ocorreram. O clube contratou um treinador que seria exitoso, o uruguaio Juan Álvarez, e o renomado goleiro Castilho, participante de quatro Copas do Mundo e vencedor de duas. E, com Abel presente, ganhou o título invicto em torneio internacional que reuniu Fast, Fortaleza e Transvaal.
Mais marcante ainda, também com a presença de Abel, foi a vitória por 3–0 sobre o Peñarol, equipe das mais poderosas mundialmente na época  e que mantinha uma invencibilidade de treze partidas, com recentes vitórias contra brasileiros naquele ano sobre Santos (3–2, após derrota de 5–4, e 2–1, todos pela Taça Libertadores da América de 1965) e Fluminense (3–1 em amistoso no Maracanã). A vitória sobre os uruguaios rendeu crônica de Nelson Rodrigues no jornal O Globo, na época.
O título estadual de 1966 teve o sabor extra de ocorrer no ano em que se celebravam os 350 anos da cidade de Belém, o que motivou também um torneio municipal, igualmente vencido por Abel e o Paysandu, de forma invicta. O Estadual também veio de forma invicta, com Abel formando dupla sobretudo com João Tavares. Ele também esteve em outra vitória no Re-Pa, um 2–0 em amistoso na casa adversária assegurado a despeito disso e do rival, que celebrava 60º aniversário, contar especialmente para a ocasião com o celebrado Nilton Santos.
Em 1967, o clube excursionou de forma invicta pelas Guianas e pelo Caribe, chegando a ganhar duas vezes da seleção de Trinidad e Tobago (2–1 e 1–0). E Abel e o "Papão" conquistaram novo título estadual de forma das mais lembradas, após seis Re-Pas seguidos em um espaço de 26 dias: o segundo turno terminou empatado entre os dois rivais, forçando jogo-extras. O primeiro terminou empatado e o segundo foi vencido pelo Remo. Como os alvicelestes haviam vencido o primeiro turno, fez-se necessário mais jogos. Os dois primeiros terminaram empatados, com a vitória bicolor por 2–0 no terceiro enfim finalizando o campeonato.
O tricampeonato acumulou ao todo 36 vitórias do Paysandu em 47 jogos, com apenas três derrotas. O disputadíssimo torneio de 1967 também foi disputado em contratações de treinadores: o ex-goleiro Castilho agora treinava o ex-clube enquanto o Remo era treinado por outro ex-craque, Zizinho. Aquele foi precisamente o ano que mais teve Re-Pas, dezessete, em média um a cada vinte dias. "Nós festejamos como nunca, junto com a torcida que foi à loucura", declararia o zagueiro a respeito de uma conquista daquelas.
Em 1968, o tetracampeonato estadual não veio, em função de um gol sofrido nos cinco minutos finais no Re-Pa decisivo, empatado em 2–2. O Paysandu assegurava o título após virar a partida e vencer por 2–1, até uma jogada irregular originar o gol de empate, favorável ao rival. O goleiro alviazul, ao cobrar uma falta, passou a bola a Abel. O oponente Amoroso interceptou a jogada e na sequência marcou o gol, que deveria ser anulado por impedimento conforme as regras da época - o juiz, porém, estava de costas no momento. Abel sempre protestou: "o lance foi irregular, pois o jogador adversário tinha que estar a uma distância de nove metros. O bandeirinha, Theodorico Rodrigues, remista que só ele, viu tudo, mas não falou nada para o árbitro".
Por outro lado, naquele ano Abel e o Paysandu destacaram-se pela vitória de 1–0, no estádio da Curuzu, sobre a seleção romena, uma das mais fortes da Europa na época e que se classificaria à Copa do Mundo FIFA de 1970. Já em 1969, Abel decidiu parar de jogar, não chegando a participar da campanha campeã do estadual daquele ano.

### Tuna Luso
Convidado em 1970 pela Tuna Luso para retomar a carreira, Abel aceitou fornecer experiência a um time formado basicamente por jovens provenientes das categorias de base cruzmaltinas. A "Águia do Souza" não era campeã desde o torneio de 1958, ainda antes de Abel iniciar a carreira adulta. Assim como Abel, o treinador tunante também era acriano, Aloísio Brasil. O veterano foi titular sobretudo no primeiro turno, vencido pela Tuna com direito a vitória de 4–1 no clássico com o Remo em pleno estádio rival e por 2–0 no clássico com o Paysandu, também na casa adversária.
Abel não jogou a maior parte do segundo turno, ganho pelo Paysandu nos tribunais, mas voltou a tempo de disputar com o ex-clube as duas finalíssimas, travadas já em março de 1971 em função da paralisação judicial. Seria em uma série melhor-de-três, mas a Tuna ganhou os dois primeiros jogos, por 3–2 no estádio cruzmaltino e por 1–0 no do adversário, tornando desnecessário um terceiro. Os campeões não perderam nenhum clássico.
O veterano zagueiro tornou-se ali o primeiro campeão pelos três grandes clubes do Pará. Depois foi sucedido por Marinho, Mesquita (ambos entre 1970 e meados da década de 1980), Juranir (segunda metade da década de 1980), Belterra (entre 1988 e 1998) e por fim por Dema (entre 1998 e 2000). Sobre a conquista, lembrou em 2009 que "a equipe corria 90 minutos, marcava muito e sabia jogar com a bola. A maioria dos jogos foi vencida nos minutos finais, porque a garotada corria demais".
Abel recebeu propostas para jogar por Santa Cruz, Vasco da Gama e Botafogo, mas preferiu permanecer no Pará. No estadual próprio de 1971, a dupla Re-Pa terminou decidindo o título, que voltou ao Paysandu. Abel e a Tuna, porém, terminaram invictos contra os campeões, com empate em 2–2 no primeiro turno e goleada de 5–1 para os tunantes no segundo. Abel parou de jogar definitivamente em 1972.

## Após parar
Abel desligou-se do futebol. Enquanto jogava, era remunerado apenas pelas gratificações por vitórias, não recebendo salários; possuía o privilégio de um bom emprego paralelo no Banco do Brasil, e não raramente repassava as gratificações a colegas. Em 2009, explicou:
| “ | "Não queria ser treinador. Parei de jogar e voltei a estudar. Fui para o curso de Educação Física aos 33 anos. Depois fiz Direito e me formei em 1980. Nunca quis trabalhar com futebol. Em 1970, um jornalista me perguntou qual era ao maior mal do futebol paraense. Respondi que o futebol paraense tinha jogadores profissionais e dirigentes amadores. Os cardeais da Tuna me chamaram e pediram explicações, mas ficou tudo bem. Trinta e nove anos atrás eu disse isso e podia muito bem ser aplicado hoje em dia." | ” |

Em 2012, por ocasião da centésima edição do Campeonato Paraense de Futebol, Abel foi um dos contemplados com uma plaqueta da Federação Paraense de Futebol, na qualificação de um dos campeões pelos três grandes. No mesmo ano, recebeu diploma "Labor et Honor", oferecido pela seccional paraense da Ordem dos Advogados do Brasil àqueles advogados com ao menos trinta anos de exercício da profissão e setenta de idade.
Abel faleceu no ano seguinte, em 10 de setembro, sendo homenageado no mesmo dia com um minuto de silêncio antes de partida entre Paysandu e Ceará.

## Títulos

### Remo
- Campeonato Paraense de Futebol: 1960

### Paysandu
- Campeonato Paraense de Futebol: 1965, 1966 e 1967

### Tuna Luso
- Campeonato Paraense de Futebol: 1970